# Камерна піч

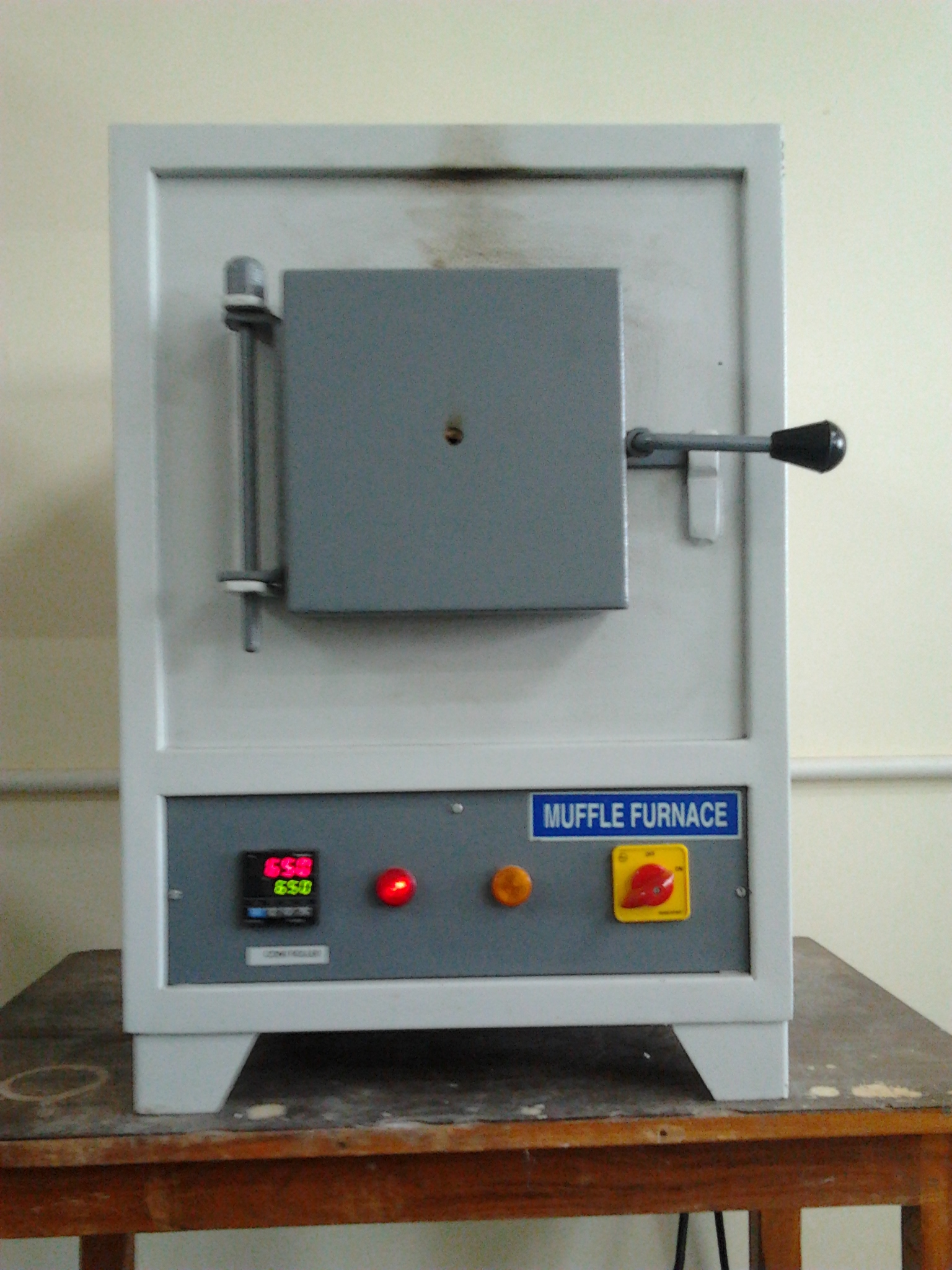
Камерна піч з муфелем

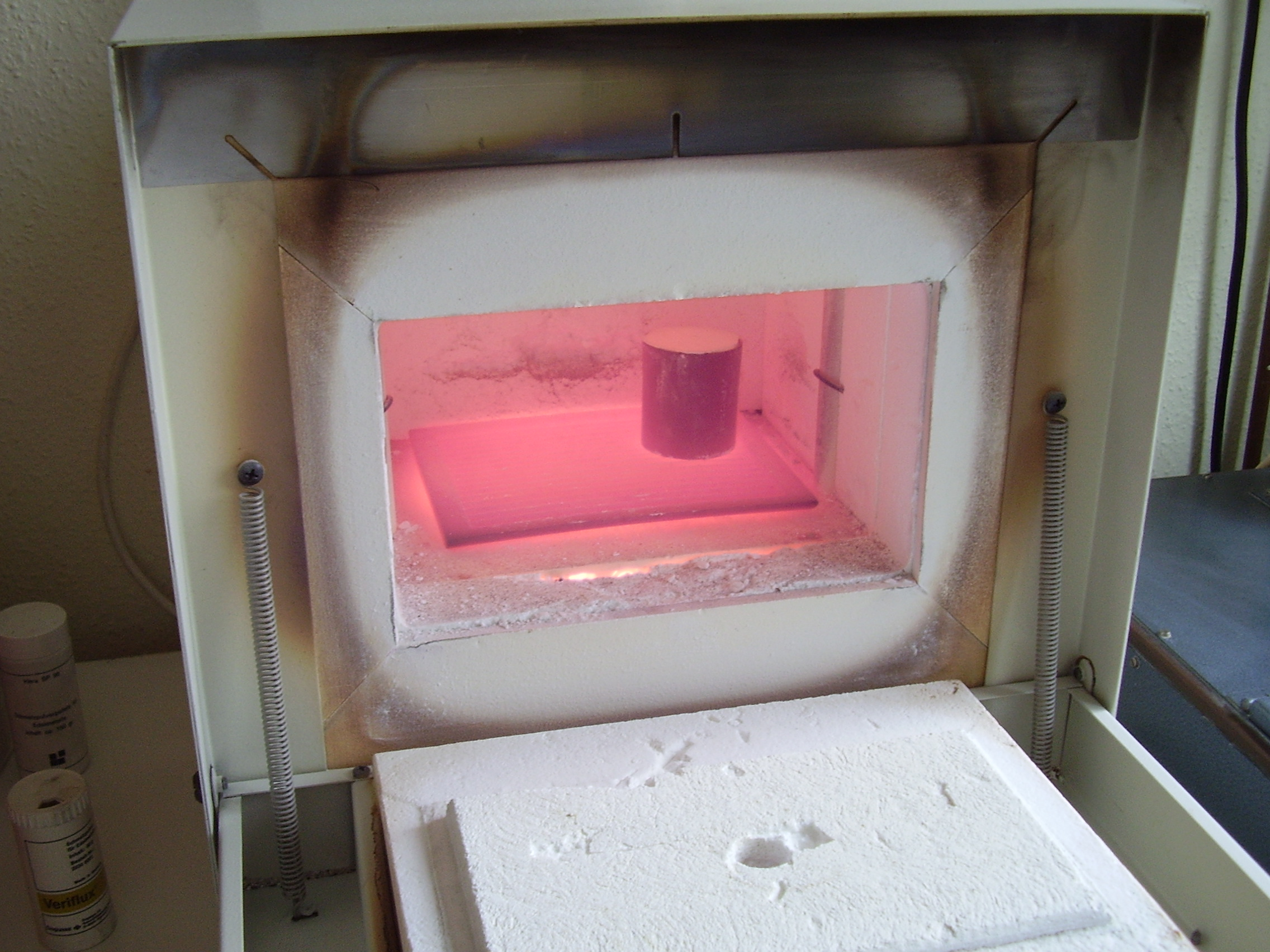
Камерна муфельна піч у розігрітому стані

Ка́мерна піч (англ. batch furnace, chamber furnance) — промислова полуменева або електрична піч така, що її робочий простір має форму камери з приблизно однаковою довжиною, шириною і висотою, у якій виріб залишається нерухомим відносно печі протягом усього періоду нагрівання.
В усіх точках робочого простору такої печі температура практично є однаковою. Якщо у камерній печі одночасно перебуває декілька виробів, а завантажують і видають їх по одному, то температура печі є сталою. При складних режимах обробки, коли вироби потрібно нагрівати (чи охолоджувати) з певною швидкістю, температуру печі змінюють.

## Класифікація
Розрізняють камерні печі вертикальні, ковпакові, ямні, з висувним або нерухомим подом тощо.
Камерні печі опалюють газом або рідким паливом. Термічні камерні печі, що працюють з атмосферою контрольованого складу, обігрівають електричними нагрівниками опору або радіантними трубами. Часто електричне нагрівання є доцільним для забезпечення точності режиму термічної обробки и при нагріванні без атмосфери контрольованого складу.
При використанні контрольованих атмосфер у печах із викочуваним подом садку металу муфелюють. Муфелем називають герметичну камеру з вогнетривкої цегли (або жароміцної сталі), яка захищає вироби, що нагріваються, від контакту з продуктами згоряння палива (муфелювання садки).

## Використання
Завантаження об'єктів нагрівання в камерні електричні печі здійснюється вручну, краном або за допомогою завантажувальних механізмів, які встановлюються перед дверцятами печі.
В камерних печах нагрівають металеві заготовки перед куванням і вальцюванням, піддають термічній обробці металеві і скляні вироби, випалюють вироби керамічні й емальовані.
Найпоширенішими є камерні печі з нерухомим подом, що знайшли застосування у ковальських цехах. Робочий простір цих печей має форму паралелепіпеда довжиною 0,6…2 м, шириною 0,6…1,5 м і висотою до 1 м. Продуктивність печей — 70…600 кг/год, витрата теплової енергії — 5000…7000 кДж/кг.